# Kirchstuhlschild
Als Kirchstuhlschild wird ein Schild an der Kirchenbank bezeichnet, das zur Reservierungsanzeige eines Platzes in der Kirche dient.

## Kirchstuhlschilder in der Kirche St. Martin in Wertingen
Die folgenden Kirchstuhlschilder in der Kirche St. Martin in Wertingen stammen aus dem 18. und 19. Jahrhundert.

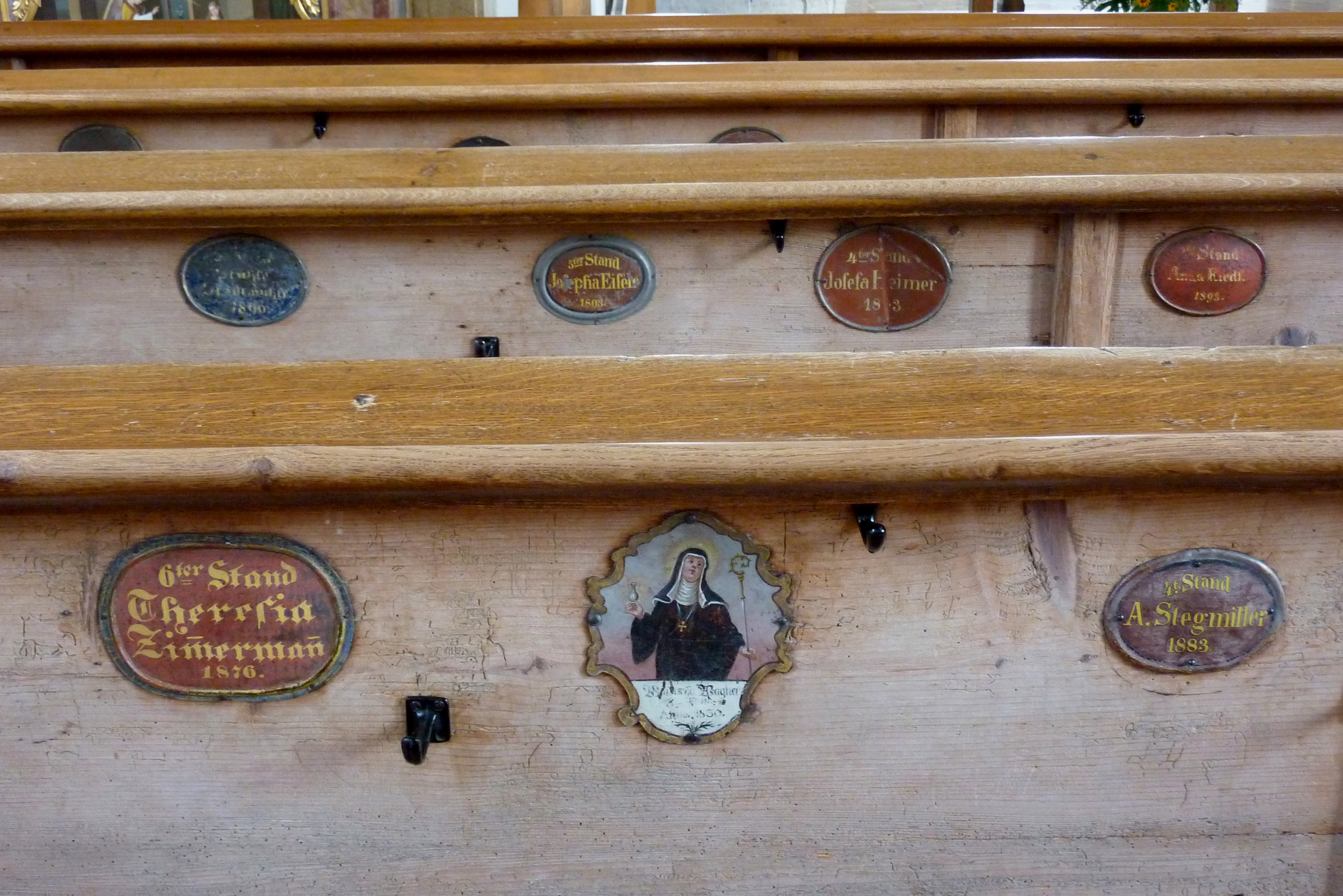
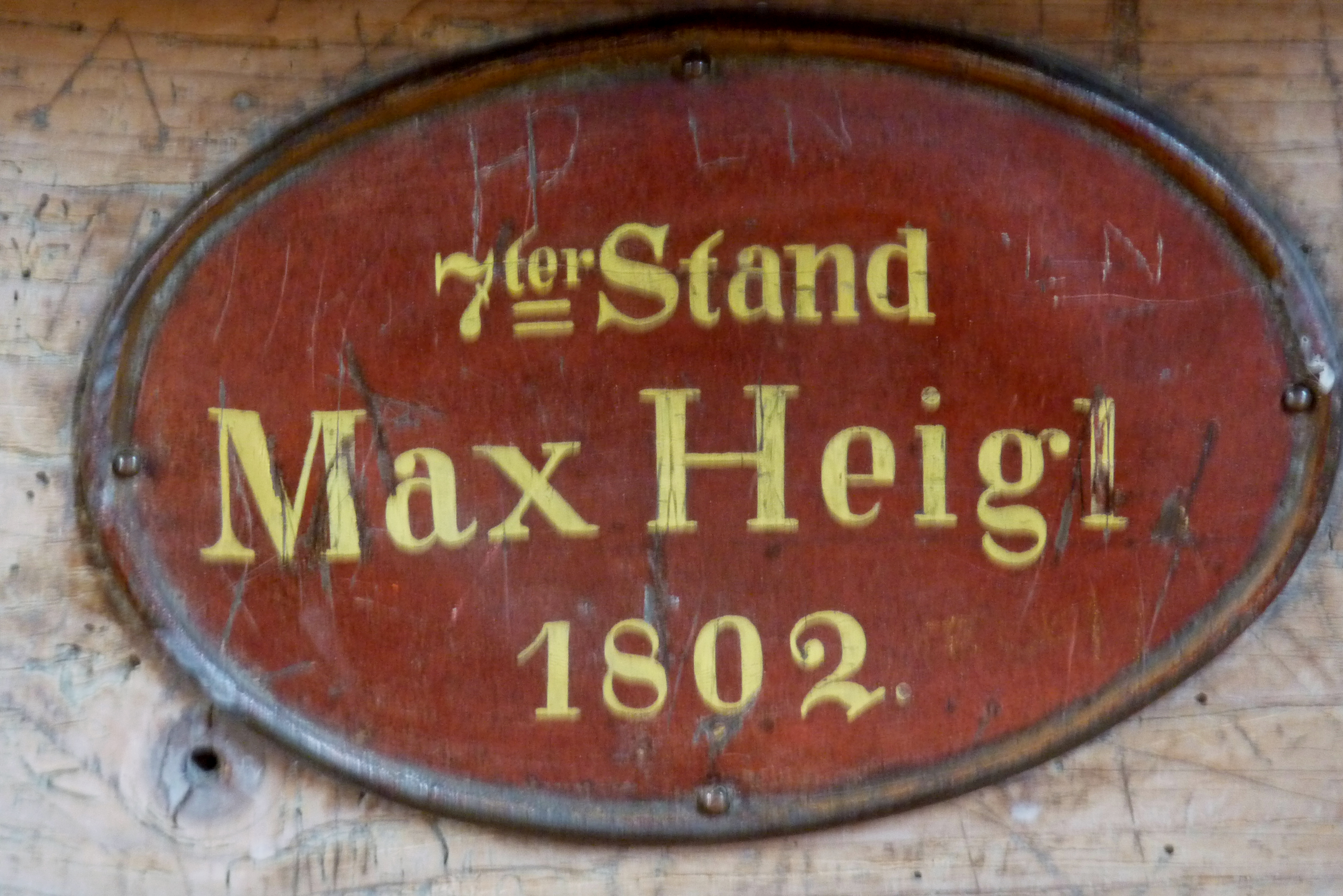
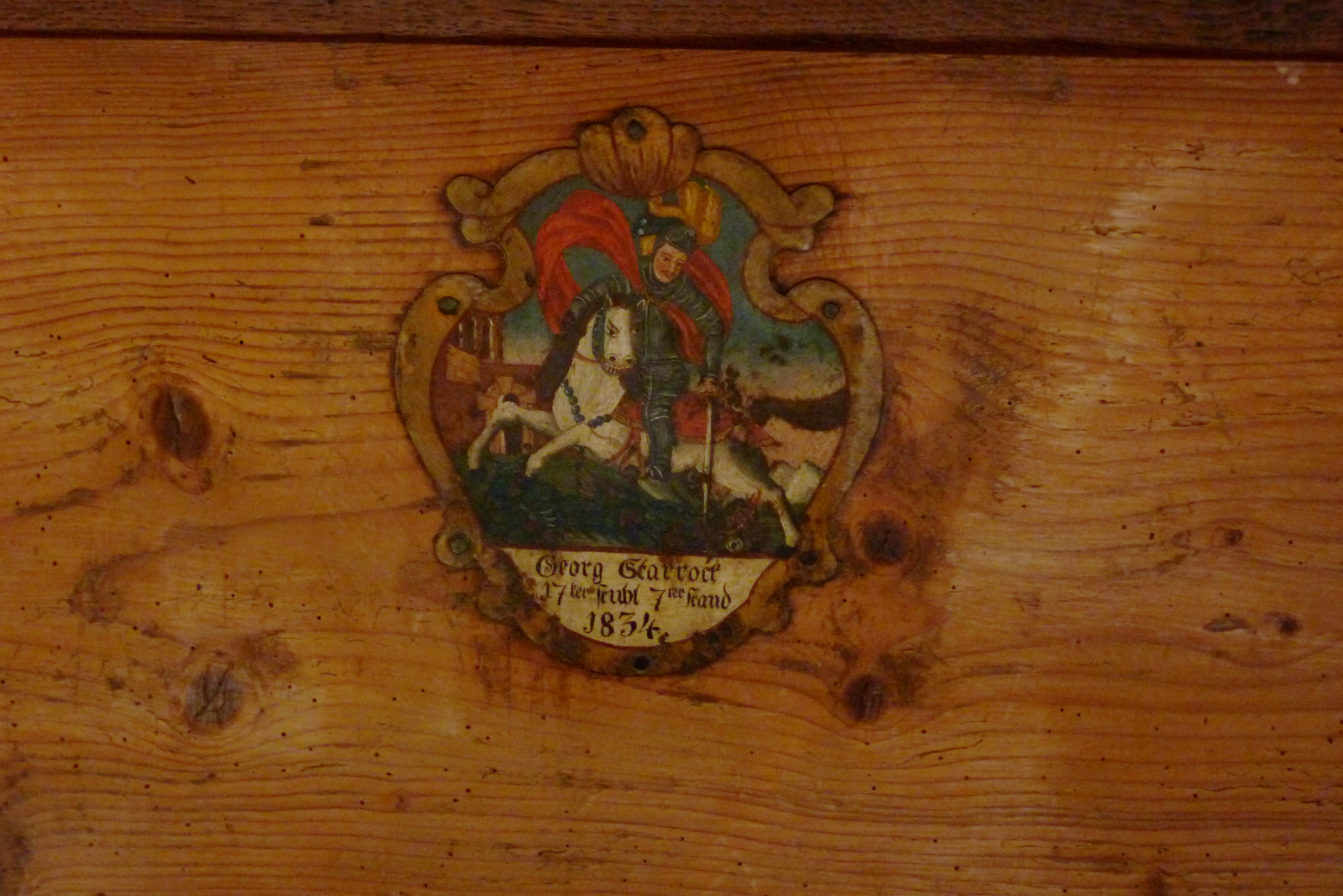
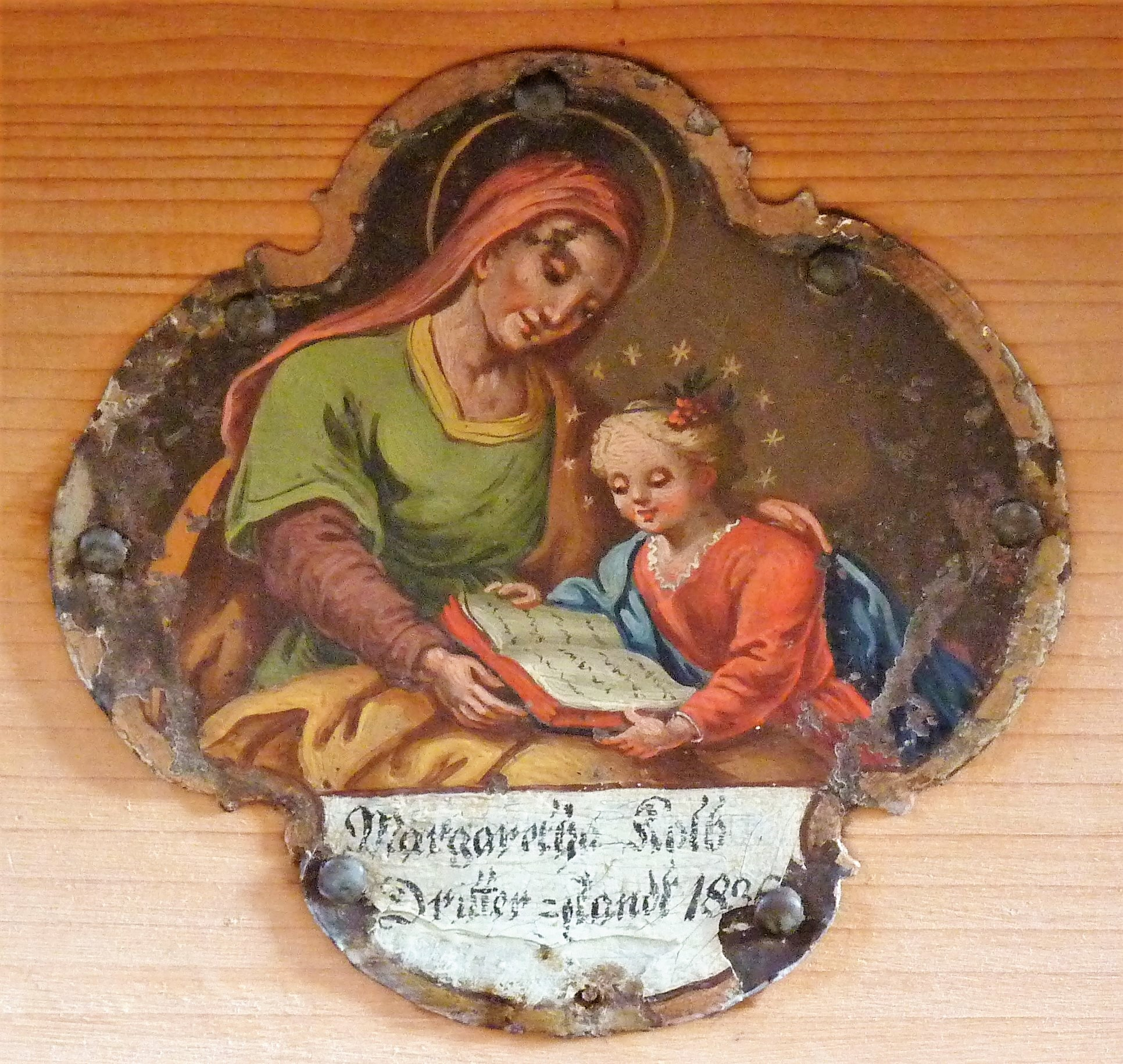
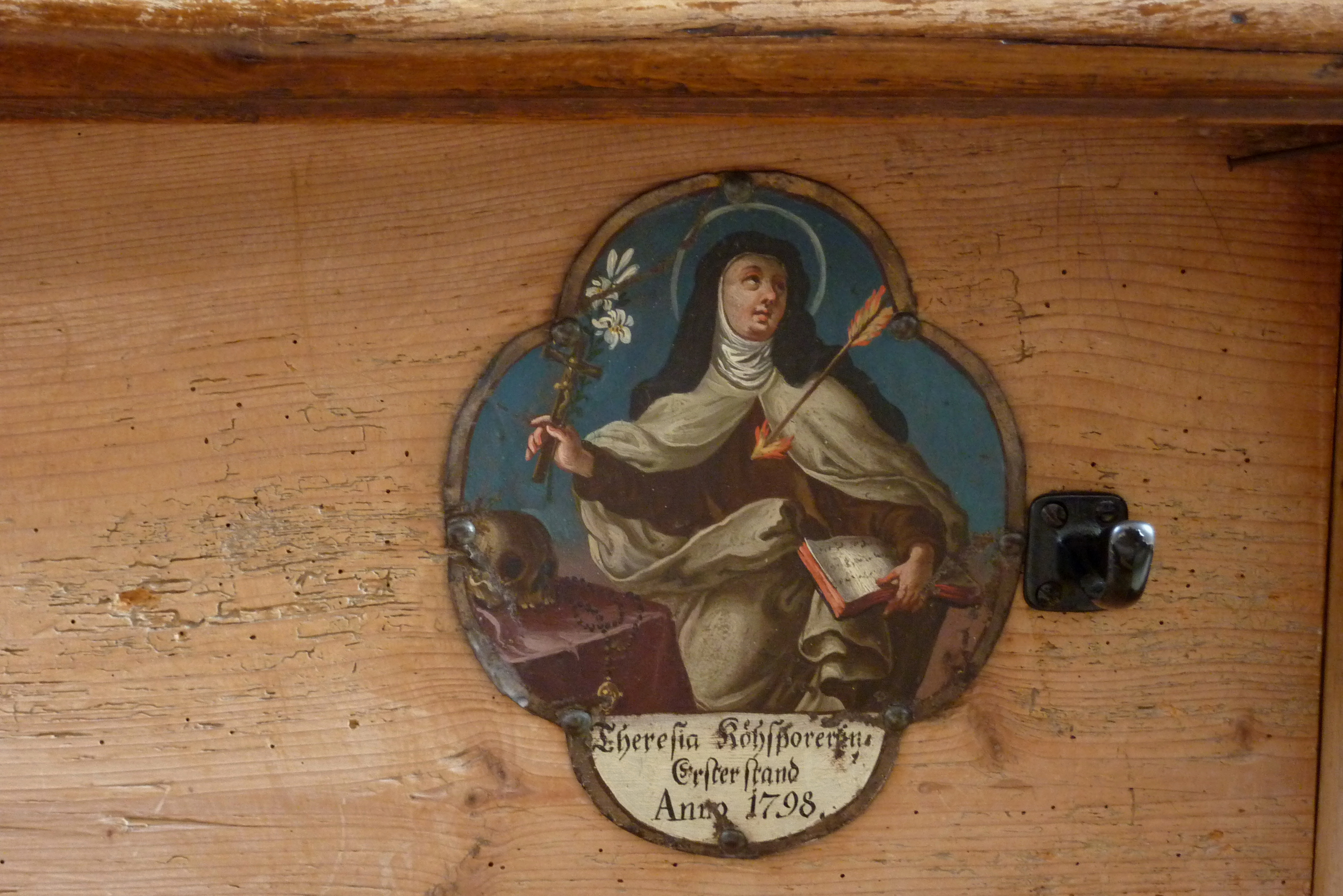